# Zoé Konstantopoúlou
Zoé Konstantopoúlou (grec moderne : Ζωή Κωνσταντοπούλου), née le 8 décembre 1976 à Athènes, est une avocate et femme d'État grecque, membre du SYRIZA puis d'Unité populaire. Elle est la fondatrice et la présidente du parti Cap sur la liberté depuis 2016.
Elle est la présidente du Parlement grec du 6 février au 4 octobre 2015.

## Biographie

### Famille
Elle est la fille de Níkos Konstantópoulos, dirigeant du Synaspismós, l'ancêtre de SYRIZA.

### Carrière professionnelle
Elle est diplômée de la faculté de droit de l'université d'Athènes. Elle s'y engage dans le syndicalisme étudiant.
Elle poursuit ses études de droit en 1998-1999 à l'université Paris X-Nanterre (dans le cadre du programme Erasmus), où elle obtient une maîtrise universitaire en droit public européen et international, puis en 1999-2000 à l'université Paris I Panthéon-Sorbonne, où elle suit une maîtrise en droit pénal et politique pénale en Europe. Entre 1998 et 2000, elle donne des cours d'anglais aux détenus de la maison d'arrêt de Fresnes, en région parisienne. Elle rédige des articles dans L'Astrée, la revue de droit pénal de l'université Paris I Panthéon-Sorbonne. Au cours des sept premiers mois de 2001, elle est stagiaire au Tribunal pénal international pour l'ex-Yougoslavie à La Haye.
En 2001-2002, elle suit un master sur les droits de l'homme et le droit pénal à la faculté de droit de l'université Columbia, à New York, et est stagiaire à la mission grecque auprès de l'ONU.
À partir de 2003, elle exerce le métier d'avocat spécialisé dans les droits de l'homme auprès des tribunaux nationaux et de la Cour européenne des droits de l'homme. Elle est inscrite au barreau d'Athènes.
En 2020, elle est l'avocate grecque d’Alexander Vinnik. Ce Russe est soupçonné d’avoir escroqué une centaine de personnes en France entre 2016 et 2018 et de diriger BTC-e, une plate-forme d’échanges et de conversion de monnaies électroniques, dont le bitcoin. Cette entreprise aurait blanchi depuis 2011 9 milliards de dollars pour des pirates informatiques, usurpateurs d’identité et trafiquants de drogue.

### Engagement politique
Elle est candidate pour SYRIZA lors des élections européennes de 2009, sans être élue. Elle est élue députée au Parlement grec en mai 2012, puis réélue en juin 2012 et janvier 2015.
De 2012 à 2015, elle est chargée de la justice dans le cabinet fantôme du parti.
En avril 2013, elle intervient au meeting du Front de gauche à Clermont-Ferrand.
Le 6 février 2015, Zoé Konstantopoulou est élue présidente du Parlement avec 235 voix, un record. Elle succède à Evángelos Meïmarákis. En outre, Zoé Konstantopoulou est la plus jeune de l'histoire à occuper ce poste au Parlement grec, et la seconde femme, après Ánna Benáki-Psaroúda, à occuper la deuxième charge de l'État. À la suite des élections législatives anticipées du 25 janvier 2015, trois partis avaient soutenu sa candidature : SYRIZA, mais aussi le PASOK et ND. 
En tant que présidente du Parlement hellénique, elle crée le 4 avril 2015 la Commission pour la Vérité sur la Dette publique grecque. Cette commission spéciale du parlement est mandatée pour réaliser un audit de la dette publique grecque afin de formuler les arguments nécessaires à l'annulation de ses parts insoutenables, odieuses, illégales et illégitimes. La Commission a rendu les résultats de son rapport préliminaire les 17 et 18 juin 2015, mais le gouvernement d'Alexis Tsipras ne les a pas utilisés.
À la fin du mois d'août, elle quitte SYRIZA et rejoint Unité populaire, pour lequel elle se porte candidate lors des élections législatives anticipées de septembre 2015. Son nouveau parti n'ayant pas réuni le minimum exigé pour être représenté à la Voulí (3 %), elle n'est pas réélue. Le 9 avril 2016, elle crée le parti Cap sur la liberté (Πλεύση Ελευθερίας) avec quelques anciens députés de SYRIZA. Le parti réalise 1,63 % aux élections européennes de 2019, puis 1,46 % élections législatives de 2019, mais n'obtient dans les deux cas aucun élu.